# Wahlen zum Parlament Kurdistans

Ergebnis der Parlamentswahl 2018
Demokratische Partei Kurdistans: 45 Sitze
Patriotische Union Kurdistans: 21 Sitze
Gorran: 12 Sitze
Bewegung Neue Generation: 8 Sitze
Islamische Gemeinschaft in Kurdistan: 7 Sitze
Islamische Union Kurdistan: 5 Sitze
Sardam Allianz: 1 Sitz
Liste für Freiheit: 1 Sitz
Minderheiten: 11 Sitze

Die Wahlen zum Parlament Kurdistans finden seit 1992 im Gebiet der Autonomen Region Kurdistan im Irak statt.
Im Januar 1992 beschloss die „Kurdistan-Front“, ein Zusammenschluss der wichtigsten kurdischen Parteien im Irak, in den von ihr kontrollierten Gebieten freie demokratische Wahlen stattfinden zu lassen. Erster Wahltermin war der 19. Mai 1992. Wahlberechtigt waren alle über 18-jährigen Bürger der Autonomen Region. Die Sitze sollten nach einem Proportionalsystem verteilt werden.
Nach 1992 konnte erst im Jahr 2005 wieder gewählt werden, dazwischen lagen der DPK-PUK-Konflikt, das UN-Embargo gegen den Irak und der Irakkrieg von 2003.

## Wahlen vom 19. Mai 1992

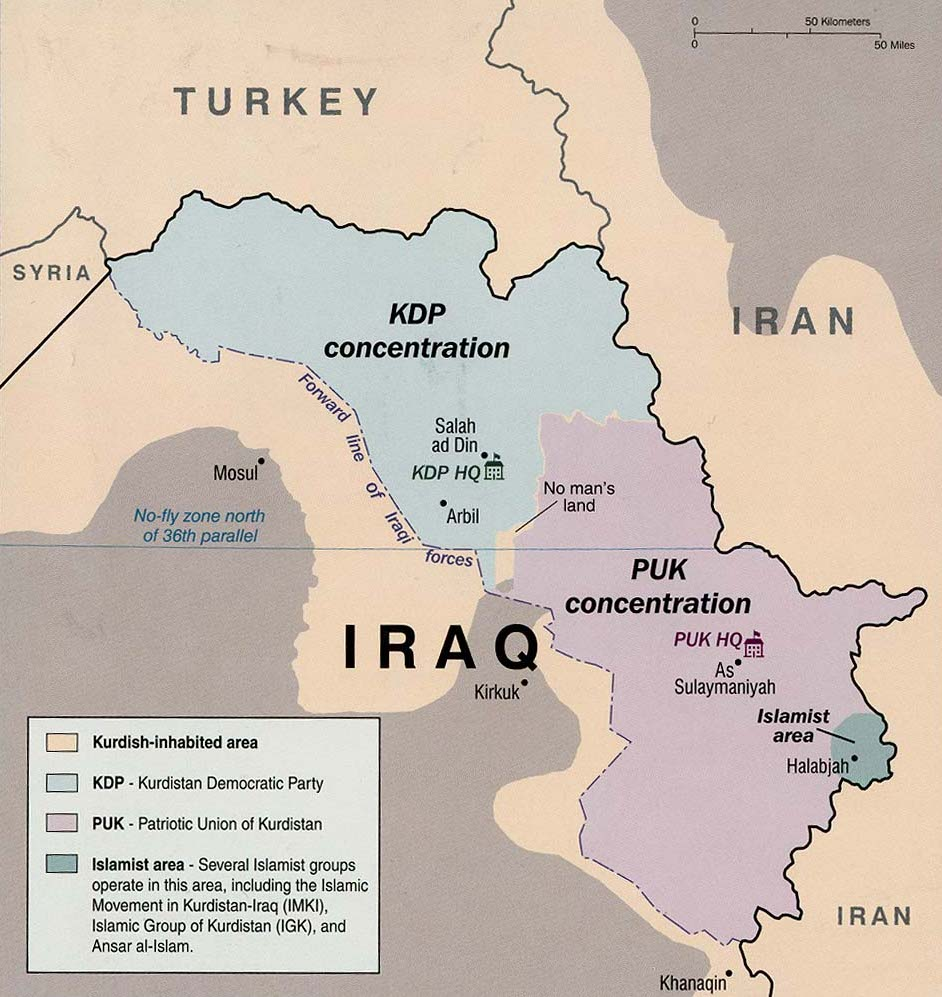
Einflussgebiete der Parteien im Jahr 2003

Nach dem Einrichten der Flugverbotszonen im Nordirak (Operation Northern Watch) war dies die erste Wahl des Parlamentes. Angegeben sind die Ergebnisse der kurdischen Parteien, die mehr als 1 % der Stimmen erzielt haben:
| Name                                     | Stimmanteil | Sitze |
| ---------------------------------------- | ----------- | ----- |
| Demokratische Partei Kurdistans (KDP)    | 45,3 %      | 51    |
| Patriotische Union Kurdistans (PUK)      | 43,8 %      | 49    |
| Islamische Bewegung in Kurdistan (IMK)   | 5,1 %       | 0     |
| Sozialistische Partei Kurdistans (PASOK) | 2,6 %       | 0     |
| Irakische Kommunistische Partei (ICP)    | 2,2 %       | 0     |
| Volksdemokratische Partei Kurdistan      | 1,0 %       | 0     |

Da die Hürde bei 7 % lag, bekam die KDP 51 und die PUK 49 Sitze. Die KDP gab einen Sitz an die PUK ab, so dass beide Parteien 50 Sitze hatten. Daneben waren die restlichen Sitze für die Assyrer und Christen reserviert. Die Turkmenen beteiligten sich nicht an der Wahl. Die Wahlbeteiligung lag bei 90 %.

## Wahlen vom 30. Januar 2005
Angegeben sind diejenigen kurdischen Parteien, die mehr als 1 % erzielt haben.
| Name                                          | Stimmanteil | Sitze |
| --------------------------------------------- | ----------- | ----- |
| Demokratische Patriotische Allianz Kurdistans | 89,55 %     | 104   |
| Islamische Gemeinschaft in Kurdistan          | 4,86 %      | 6     |
| Kurdistan Arbeiterpartei                      | 1,17 %      | 1     |

## Wahlen vom 25. Juli 2009
Im Juli 2009 wurden 2,5 Millionen Einwohner aufgerufen, das Parlament und den Präsidenten der Region zu wählen. An der Wahl zum 111-köpfigen Parlament traten 24 Parteien an. In Bagdad wurden auch Wahlurnen aufgestellt. Von den 111 Sitzen im Parlament sind 100 für Kurden, 5 für Turkmenen, 5 für Chaldäer und Assyrer und 1 für Armenier reserviert. Die Frauenquote des Parlaments liegt bei 30 %. Dies ist auch die erste Wahl, in der der Präsident der Region direkt gewählt wird. Der jetzige Amtsinhaber Masud Barzani wurde vorher vom Parlament ernannt. Mit der neu gegründeten Partei Gorran stellt sich eine starke Oppositionspartei zur Wahl, die gegen die massive Korruption und Vetternwirtschaft vorgehen will. Ihr Vorsitzende ist der ehemalige PUK-Funktionär Nawschirwan Mustafa. Die dominierenden Parteien der DKP und PUK haben sich diesmal zu Kurdistanliste zusammengeschlossen.
Die Ergebnisse für die 100 „kurdischen“ Sitze sehen so aus:
| Name                                     | Stimmanteil | Sitze |
| ---------------------------------------- | ----------- | ----- |
| Die Kurdistanliste                       | 57,3 %      | 59    |
| Gorran                                   | 23,8 %      | 25    |
| Reform und gottgefälliges Werk           | 12,8 %      | 13    |
| Kurdisch Islamische Bewegung             | 1,5 %       | 2     |
| Soziale Gerechtigkeit und Freiheitsliste | 0,82 %      | 1     |

Die Ergebnisse für die 11 Sitze der Minderheiten sehen so aus:
| Name                                        | Stimmanteil | Sitze | Volksgruppe          |
| ------------------------------------------- | ----------- | ----- | -------------------- |
| Turkmen Democratic Movement In Kurdistan    | 0,99 %      | 3     | Turkmenen            |
| Turkmen Reform List                         | 0,38 %      | 1     | Turkmenen            |
| Irbil Turkmen List                          | 0,21 %      | 1     | Turkmenen            |
| Chaldean Syriac Assyrian Popular Council    | 0,58 %      | 3     | Chaldäer und Assyrer |
| Assyrian Democratic Movement                | 0,30 %      | 2     | Chaldäer und Assyrer |
| Aram Shahine Dawood (Unabhängiger Kandidat) | 0,22 %      | 1     | Armenier             |

Nach vorläufigen Ergebnissen wurde Masud Barzani mit knapp 70 % der Stimmen in seinem Amt bestätigt.

## Wahlen vom 21. September 2013
Am 21. September 2013 wurde das Regionalparlament erneut gewählt. Als Wähler registriert waren insgesamt 2,818,684 Personen. Es wurden 1,968,775 Stimmen abgegeben.
Die Ergebnisse für die 100 „kurdischen“ Sitze sehen so aus:
| Name                                                                       | Stimmanteil | Sitze |
| -------------------------------------------------------------------------- | ----------- | ----- |
| Demokratische Partei Kurdistans                                            | 37,79 %     | 38    |
| Gorran                                                                     | 24,21 %     | 24    |
| Patriotische Union Kurdistans                                              | 17,8 %      | 18    |
| Islamische Union Kurdistan (Yekgrtu)                                       | 9,49 %      | 10    |
| Islamische Gemeinschaft in Kurdistan (Komall)                              | 6,01 %      | 6     |
| Islamische Bewegung Kurdistans                                             | 1,1 %       | 1     |
| Demokratisch-Sozialistische Partei Kurdistans                              | 0,6 %       | 1     |
| Soziale Gerechtigkeit und Freiheitsliste (Kurdische Kommunistische Partei) | 0,6 %       | 1     |
| Dritte Richtung – Partei der Werktätigen                                   | 0,4 %       | 1     |

Die Ergebnisse für die 11 Sitze der Minderheiten sehen so aus:
| Name                                   | Stimmanteil | Sitze | Volksgruppe          |
| -------------------------------------- | ----------- | ----- | -------------------- |
| Turkmen Development List               | 0,2 %       | 2     | Turkmenen            |
| Turkmen Reform List                    | 0,09 %      | 1     | Turkmenen            |
| Irbil Turkmen List                     | 0,09 %      | 1     | Turkmenen            |
| Turkmen Front                          | 0,08 %      | 1     | Turkmenen            |
| Rafidain List                          | 0,3 %       | 2     | Chaldäer und Assyrer |
| Chaldean, Assyrian and Syriac Assembly | 0,2 %       | 2     | Chaldäer und Assyrer |
| Abna Rafidain                          |             | 1     | Chaldäer und Assyrer |
| Barwan Isan (Unabhängiger Kandidat)    |             | 1     | Armenier             |

Keine Partei errang die absolute Mehrheit. Gemäß der 30 %-Quote sind 34 Mitglieder des Parlaments Frauen.

## Wahlen vom 30. September 2018
Am 30. September 2018 fanden die Parlamentswahlen von Kurdistan nach einer Verschiebung von ungefähr einem Jahr verspätet statt. Bei dieser Wahl beteiligten sich 1.587.461 Menschen. Damit nahm die Wahlbeteiligung im Vergleich zu den vorherigen Parlamentswahlen mit 1.968.775 Wahlbeteiligten deutlich ab.
| Name | Stimmen   | Stimmanteil | Sitze |
| --- | --------- | ----------- | ----- |
| Demokratische Partei Kurdistans | 688.070   | 43,34 %     | 45    |
| Patriotische Union Kurdistans | 319.219   | 20,11 %     | 21    |
| Gorran | 186.903   | 11,77 %     | 12    |
| Bewegung Neue Generation | 127.115   | 8,01 %      | 8     |
| Islamische Gemeinschaft in Kurdistan | 109.494   | 6,89 %      | 7     |
| Islamische Union Kurdistan | 79.912    | 5,03 %      | 5     |
| Sardam Allianz (bestehend aus der Sozialistischdemokratischen Partei Kurdistans, Demokratischnationale Union Kurdistans und Partei der Arbeiter Kurdistans) | 15.581    | 1 %         | 1     |
| Liste für Freiheit (Kurdische Kommunistische Partei) | 8.063     | 0,5 %       | 1     |
| Zwischensumme | 1.559.021 |             | 100   |
| Minderheiten |           |             |       |
| Turkmenische Parteien | 11.472    | 0,72 %      | 5     |
| Assyrische Parteien | 14.023    | 0,88 %      | 5     |
| Armenische Parteien | 2.945     | 0,19 %      | 1     |
| Zwischensumme | 28.440    |             | 11    |
| Summe | 1.587.461 | 100 %       | 111   |